# La reina del desert
La reina del desert (títol original en anglès: Queen of the Desert) és una pel·lícula biogràfica estatunidenca de drama dirigida per Werner Herzog i basada en la vida de la viatgera britànica Gertrude Bell. És protagonitzada per Nicole Kidman, James Franco, Damian Lewis i Robert Pattinson. Va ser estrenada el 6 de febrer de 2015 al Festival Internacional de Cinema de Berlín, però no es va estrenar als cinemes arreu del món sinó fins al 14 d'abril de 2017. La pel·lícula ha estat doblada al català; TV3 la va emetre en català central per primer cop el 15 de gener de 2021 i es va produir una edició en valencià per a À Punt, que està previst que l'emeti el 28 d'agost de 2022.
La pel·lícula va ser durament criticada pels experts, principalment pel guió, la direcció i l'edició. No obstant això, les actuacions del ventall d'actors van tenir comentaris positius, especialment les de Kidman i Pattinson. Al lloc Rotten Tomatoes hi va tenir un índex d'aprovació del 18%, mentre que a Metacritic va sumar 39 punts de 100. A més d'això, La reina del desert va ser un fracàs en taquilla després només recaptar 1,5 milions de dòlars, contra un pressupost 36 milions.

## Argument
Gertrude Bell, filla de rics pares britànics, no té gens d'interès per la vida social de l'elit londinenca. Les pilotes, les receptes i la vida privilegiada només li aporten avorriment. Aspirant a alguna utilitat a la seva vida, Gertrude decideix unir-se al seu oncle, que ocupa un alt càrrec diplomàtic a Teheran. Allà la jove no només es troba amb el Pròxim Orient, sinó que també s'enamora d’un empleat de l’ambaixada, Henry Cadogan. No obstant això, el seu romanç no dura molt, ja que els seus pares consideren el jove una mala elecció matrimonial per a la seva filla i prohibeixen el matrimoni. Devastat, Henry mor per suïcidi, incapaç de renunciar al seu veritable amor. Durant la resta de la seva vida, Gertrude Bell es dedica completament a explorar i escriure sobre el Pròxim Orient i el seu coneixement dels líders tribals és utilitzat pels britànics per establir els regnes de l'Iraq, Jordània i Aràbia Saudita.

## Repartiment
- Nicole Kidman com a Gertrude Bell
- James Franco com a Henry Cadogan
- Damian Lewis com a Charles Doughty-Wylie
- Robert Pattinson com a T. E. Lawrence
- Christopher Fulford com a Winston Churchill
- Mark Lewis Jones com a Frank Lascelles
- Jenny Agutter com a Florence Bell
- Holly Earl com a Cousin Florence
- Beth Goddard com a Aunt Lascelles
- Michael Jenn com a R. Campbell Thompson
- Assaad Bouab com a Sheikh
- Jay Abdo com a Fattouh
- David Calder com a Hugh Bell
- Nick Waring com a Mark Sykes
- Sam Kanater com a Dulaim
- Sophie Linfield com a Judith Doughty-Wylie
- William Ellis com a Comte de Chester
- John Wark com a Arnold Runcie
- Younes Bouab com a Rei Faisal
- Fehd Benchemsi com a Ibrahim
- Ismael Kanater com a Dulaim
- Anas Chrifi com a Emir

## Producció
Inicialment, la pel·lícula havia de ser protagonitzada per Naomi Watts com a Gertrude Bell i Jude Law com a Cagodan, però a causa de conflictes d'agenda, van ser reemplaçats per Nicole Kidman i James Franco, respectivament. Al respecte, Kidman es va mostrar entusiasmada pel paper a causa de la rellevància històrica del personatge i símbol de poder femení. Posteriorment, es van incorporar al ventall Robert Pattinson i Damian Lewis.
El rodatge de la pel·lícula va iniciar el 20 de desembre de 2013, amb Werner Herzog gravant diverses preses sense actors als deserts del Marroc i Jordània. Les escenes amb actors van començar a rodar-se el 13 de gener de 2014 i es van estendre fins al 26 de febrer del mateix any, quan la producció es va traslladar a Londres i va concloure oficialment el 6 de març. Es va haver de recórrer a més de 50 actors a banda del ventall principal, almenys 1500 extres i 65 dobles d'acció, tots de nacionalitat marroquina.

## Estrena
La pel·lícula va estrenar el 6 de febrer de 2015 al Festival Internacional de Cinema de Berlín. Posteriorment va ser llançada als cinemes d'Alemanya el 3 de setembre del mateix any. També hi va haver una projecció especial al festival de l'American Film Institute al novembre. Després de la manca d'interès per part de diversos estudis, finalment IFC Films va adquirir els drets i va llançar la pel·lícula en alguns cinemes del món el 14 d'abril de 2017, més de dos anys després del seu debut.

## Recepció

### Rebuda comercial
La reina del desert va recaptar 1.592.853 dòlars a escala mundial, contra un pressupost de 36 milions.

### Comentaris de la crítica
La reina del desert va rebre males crítiques per part dels experts. Al lloc Rotten Tomatoes va tenir un índex d'aprovació del 18% basat en 78 ressenyes professionals. El consens del lloc va ser: «La reina del desert uneix un innegable talent professional, però és difícil diferenciar o entendre com la seva funció en la vida real es va convertir en un desastre». En Metacritic va sumar 39 punts de 100 sobre la base de 18 crítiques.
Peter Bradshaw de The Guardian la va qualificar amb dues estrelles de cinc i va criticar la falta de desenvolupament de personatges, particularment la protagonista, que «no mostra ira, amor o tristesa en cap moment». De la mateixa manera, ha criticat l'edició i el guió per ser «repetitiu». Adam Graham del diari The Detroit News va dir: «Tot i els millors esforços de Kidman, gairebé res connecta a un nivell emocional, i la pel·lícula transcorre tan lentament com la sorra d'un rellotge. La reina del desert és una pel·lícula tan seca com el Sàhara». J.R. Jones del Chicago Reader va expressar: «Gertrude Bell va ser una extraordinària figura, ben representada amb Kidman, però Werner Herzog, dirigint el seu propi guió, va estructurar vagament la seva història al voltant de les seves relacions íntimes amb els homes, tots interpretats per actors atractius amb els quals Kidman no connecta». Angelica Jade Bastien de RogerEbert.com li va donar només un estel de cinc i va sostenir que: «La reina del desert està tan enfocada a les relacions amoroses de Bell que falla a desenvolupar qualsevol altra cosa, un dels seus majors errors és que no explica quina és la seva ambició. Aquesta pel·lícula demostra com poden d'avorrides ser les biografies quan s'obliden del seu centre principal que en algun moment va ser només un humà amb somnis, pecats i contradiccions. La gent se sent atreta per aquestes històries no per veure com de bellament recreats que estan els fets que poden buscar a la Viquipèdia sinó per tenir una visió íntima dels humans que van fer història».